# Pfettrach
Die Pfettrach ist ein linker Zufluss des kurzen linken Teilungsarms Kleine Isar der Isar in Landshut. Sie entspringt 900 Meter nördlich von Obersüßbach im Gemeindegebiet von Pfeffenhausen, Gemarkung Rainertshausen, in dem Waldgebiet Gschwandholz auf einer Höhe von rund 480 m ü. NN. Nach 21 Kilometern mündet sie nordöstlich der Landshuter Altstadt auf einer Höhe von 385 m ü. NN in die Kleine Isar. Auf den letzten vier Kilometern schlängelt sie sich durch den unteren Abschnitt der Flutmulde von Landshut. Die Pfettrach ist das wichtigste Gewässer im nordwestlichen Landkreis Landshut. Ihr Einzugsgebiet umfasst etwa 167 km². Wichtigster Zufluss ist der Further Bach. Vor und am Anfang des 20. Jahrhunderts wurde die Pfettrach auch Hirschauerbach genannt.

## Name
Der gleichnamige Ort Pfettrach wird um 790 als uilla Phetara erstmals schriftlich erwähnt. Die althochdeutsche Namensendung aha bedeutet „Fluss, Fließgewässer“, allerdings wäre das Bestimmungswort *pfetr- in diesem Fall unsicher zu deuten. Daher könnte sich der Name auch von einem gallo-römischen Siedlungsnamen *Patriacum ableiten.

## Natur und Umwelt
Die Pfettrach ist berüchtigt wegen ihrer alljährlichen Hochwasser und Überschwemmungen, oft ausgelöst durch Starkregen. Im Frühjahr zur Schneeschmelze steigt der Pegel bis um das Fünffache an (von 25 cm auf 150 cm im Januar 2011, siehe Referenzen).
Regelmäßig werden Brücken und angrenzende Bebauungen zerstört. In der Ortschaft Pfettrach wurden die beiden Holzbrücken 1934 durch eine hochwasserfeste Betonkonstruktion ersetzt, die 1982 noch einmal verstärkt wurde.

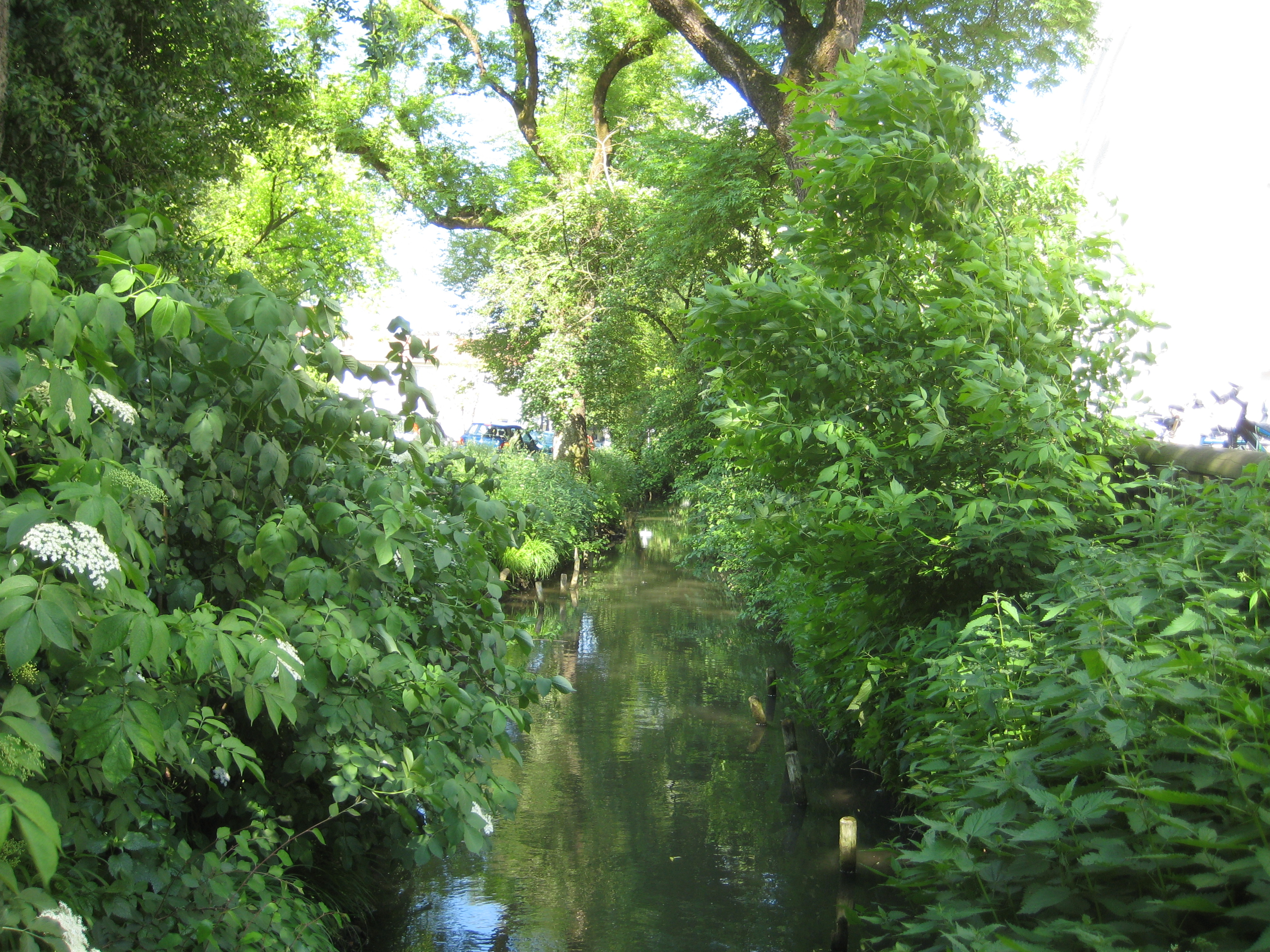
Pfettrach im Landschaftsschutzgebiet Restpfettrach (Nähe Hofangerweg)
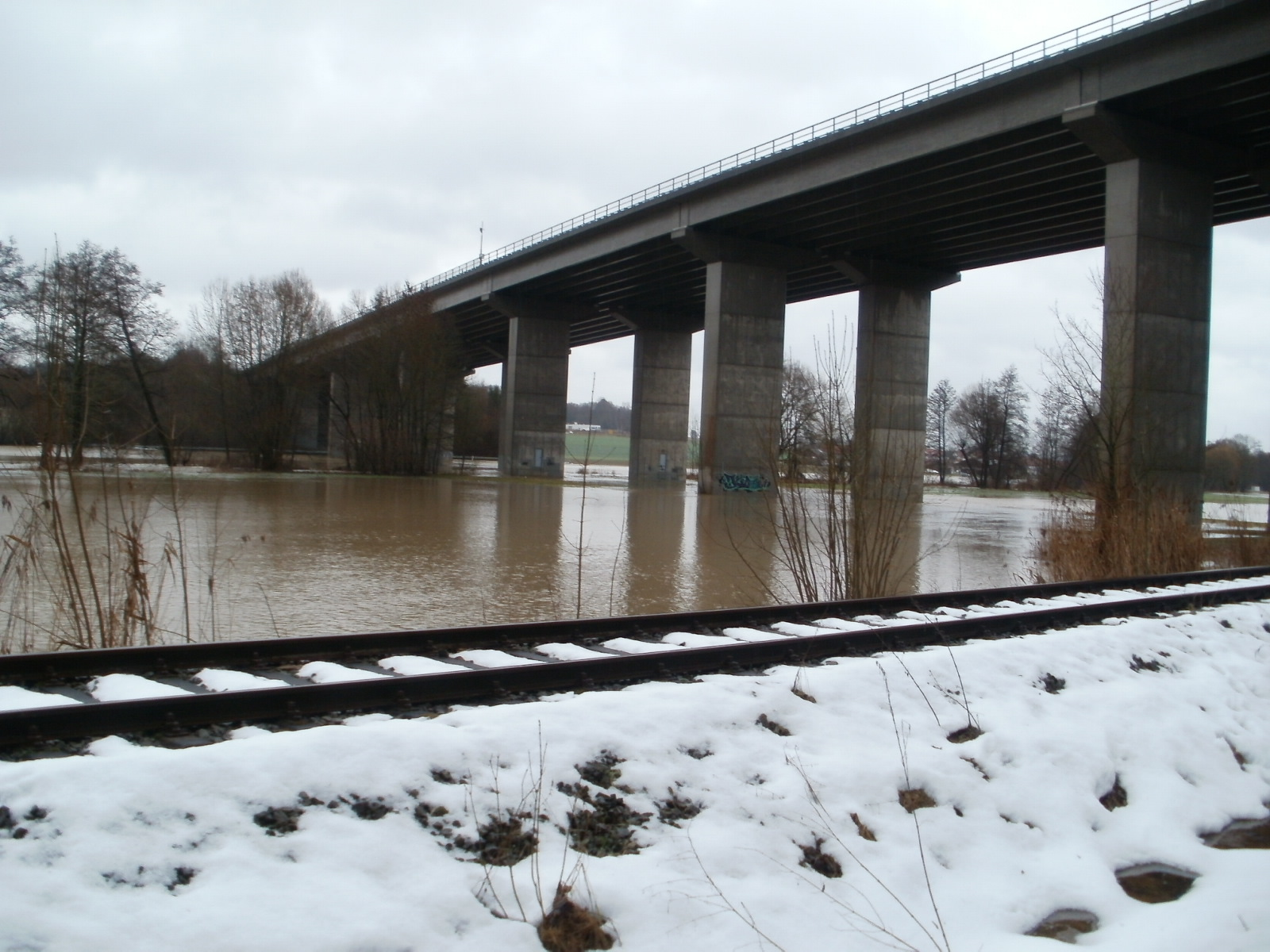
Hochwasser 2011 an der Autobahnbrücke
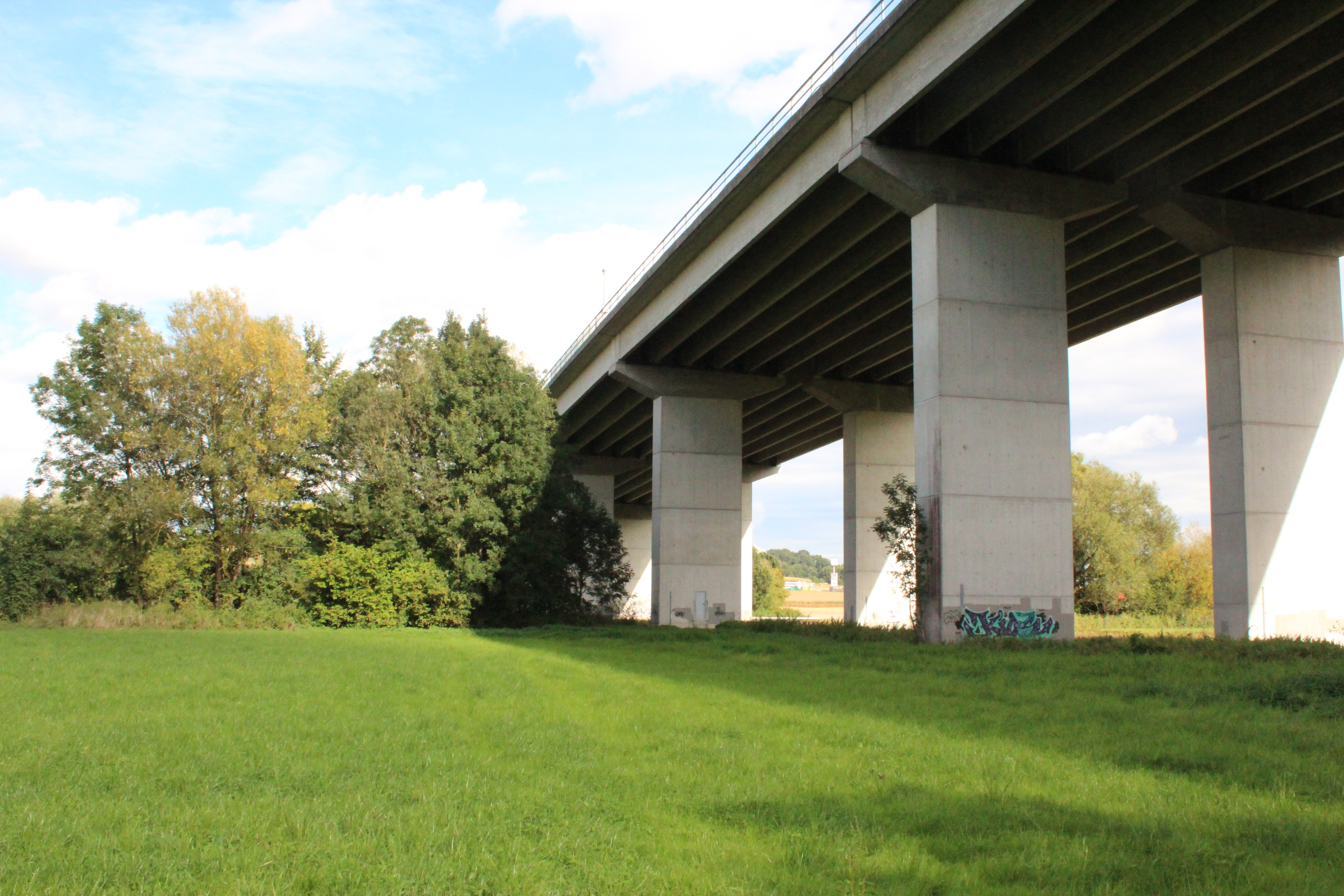
Gleiche Ansicht bei Normalpegel 2012 (der Bach fließt nicht sichtbar hinter der Böschung)

In Altdorf gibt es seit 2004 ein luftdruckreguliertes Schlauchwehr, um den Abfluss zu kontrollieren. Es ersetzte die 1940 und 1954 errichtete Schleuse. Das Ufer wurde zu den angrenzenden Grundstücken zwischen Ganslberg und Altdorf-Mitte saniert. Bei Hochwasser tritt der Bach damit nicht mehr über die Ufer. Von Altdorf bis Löschenbrand sollen bis 2020 vergleichbare Befestigungsanlagen erstellt werden. Die kurz vor dem Wehr befindliche Hirschauerbrücke in der Bahnhofstraße (mit den gleichen Bauphasen wie die Pfettracher Brücken) wurde 2011/2012 komplett erneuert, um höheren Wasserpegeln sowie einem gestiegenen Verkehrsaufkommen gerecht zu werden. An der Messstelle Löschenbrand wurden am 29. März 2012 die Aufzeichnungen der Pegelstände beendet. Hochwasserereignisse über 175 cm wurden hier am 20. Februar 1999 und über 150 cm am 13. Januar 2011, 14. Januar 2004, 21. März 2002 und am 21. März 2000 dokumentiert. Am 25. August 2005 wurden die 150 cm knapp verfehlt. Die Messstelle in Altdorf setzt die Aufzeichnungen fort.
Bis Mitte des 20. Jahrhunderts wurde die Pfettrach mittels teilweise sanierungsbedürftiger Kleinkläranlagen zur Entsorgung der häuslichen Abwasser genutzt. Inzwischen ist ihr Einzugsgebiet an ein zentrales Abwasserkanalsystem angeschlossen. Kleineinleiter gibt es nur noch vereinzelt in exponierten Lagen. Durch die Novellierung des Abwasserabgabengesetzes um 2006 mussten deren Entsorgungsanlagen erneuert werden.
Zur Trinkwasserversorgung dient(e) die Pfettrach nicht. Die Gegend besitzt reichlich Grund- und Tiefenwasser, die Versorgung erfüllt der Wasserzweckverband Pfettrach-Gruppe.
Die Wasserqualität der Pfettrach ist im Allgemeinen als sehr gut einzustufen, was sich anhand der darin heimischen Fischarten erkennen lässt. Zu erwähnen sind u. a. Äsche, Aitel, Bach- bzw. Regenbogenforelle, Bartgrundel, Dreistachliger Stichling, Elrike, Gründling, Hasel, Laube, Rotauge und Schneider. Gelegentlich ziehen auch Aale von der Isar her aufwärts. Berichtete Sichtungen des Edelkrebs oder des Bachsaiblings sind nicht belegt.
Das Einzugsgebiet des Bachs bietet Lebensraum für seltene Tierarten wie den Eisvogel, den Silberreiher oder den Biber.

## Historische wirtschaftliche Nutzung
Die Pfettrach wurde bis Mitte des 20. Jahrhunderts von Mühlwerken für Holz- und Getreideverarbeitung genutzt. Einige Straßen- und Ortsnamen wie Mühlkanalstraße, Haunmühle und Mühlbach zeugen davon. Dazu und zur Hochwasserregulierung wurde sie mehrfach verlegt und mit einem parallel verlaufenden Kanal versehen. Im Bereich des Sportplatzes in Pfettrach bei der Talstraße (48° 34′ 21″ N, 12° 4′ 31,5″ O) verläuft unterirdisch ein Kanalabzweiger. Reste des Kanalsystems existieren auf dem Streckenabschnitt zwischen Arth und Aich bei 48° 34′ 56″ N, 12° 3′ 50,4″ O.

## Nebenläufe
- Leitengraben (rechts)
- Stollnrieder Bächlein (links)
- Edenlander Bächlein (links)
- Schachtner Bach (links)
- Further Bach (rechts)
- Lippbach (links)
- Weiherbach (rechts)
- (Flutmulde) (rechts)
- Restpfettrach? (rechts)